# Lietvesi
Le lac Lietvesi est un bassin du Saimaa situé à Juva et Puumala dans la région de Savonie du Sud de la province de Finlande orientale,,.

## Géographie
La longueur du lac de Lietvesi est d'environ 15 kilomètres de Pistohiekka à Jänisvirta et sa largeur de Hurissalo à Lietsalmi est d'environ 9 kilomètres.
Le lac couvre une superficie de 91 kilomètres carrés.

## Accès
La plus grande route proche du lac est la Kantatie 62.